# 훌리안 카스트로
훌리안 카스트로(스페인어: Julián Castro, 1974년 9월 16일 ~ )는 미국의 정치인으로 2014년부터 2017년까지 버락 오바마 행정부에서 주택도시개발부 장관을 지냈다.
그는 텍사스주 샌안토니오에서 치카나 정치 행동가 어머니 마리아 "로지" 카스트로(Maria "Rosie" Castro)와 수학 교사이자 정치 행동가였던 아버지 제시 거즈먼(Jessie Guzman) 사이에서 태어났다. 그의 일란성 쌍둥이 형인 호아킨 카스트로(Joaquin Castro)는 2013년부터 텍사스주의 민주당 하원의원을 역임하고 있다. 1996년에는 스탠퍼드 대학교에서 정치과학 및 커뮤니케이션 학사 학위를, 하버드 로스쿨에서 2000년 법무박사 학위를 취득했다.
2001년 샌안토니오 시의회 의원으로 당선되어 2005년까지 역임하였다. 2005년 샌안토니오 시장 선거에서 낙선하였고, 2009년 같은 선거에서 당선한 이후, 2011년, 2013년 선거에서 거듭 당선하였다. 2012년 9월 대통령 선거를 앞두고 노스캐롤라이나주 샬럿에서 열린 민주당 전당대회에서 오바마를 지지하는 기조연설을 하였는데, 히스패닉 계열로는 최초의 연설자였다.
이후 버락 오바마 대통령의 제의를 수락하여, 2014년 7월부터 연방 정부의 주택도시개발부 장관을 역임하였다. 2019년 1월 2020년 미국 대통령 선거의 민주당 경선 출마를 선언하였다.

## 역대 선거 결과
| 선거명      | 직책명                        | 대수  | 정당   | 1차 득표율 | 1차 득표수 | 2차 득표율 | 2차 득표수 | 결과 | 당락                   |
| ----------- | ----------------------------- | ----- | ------ | ---------- | ---------- | ---------- | ---------- | ---- | ---------------------- |
| 2001년 선거 | 시의원 (샌안토니오 제7선거구) | 107대 | 무소속 | 61.76%     | 7,070표    |            |            | 1위  | 샌안토니오 시의원 당선 |
| 2003년 선거 | 시의원 (샌안토니오 제7선거구) | 108대 | 무소속 | 100.00%    | 2,005표    |            |            | 1위  | 샌안토니오 시의원 당선 |
| 2005년 선거 | 샌안토니오 시장               | 59대  | 무소속 | 41.99%     | 47,893표   | 48.53%     | 63,001표   | 2위  | 낙선                   |
| 2009년 선거 | 샌안토니오 시장               | 60대  | 무소속 | 56.23%     | 42,745표   |            |            | 1위  | 샌안토니오 시장 당선   |
| 2011년 선거 | 샌안토니오 시장               | 60대  | 무소속 | 81.44%     | 34,309표   |            |            | 1위  | 샌안토니오 시장 당선   |
| 2013년 선거 | 샌안토니오 시장               | 60대  | 무소속 | 66.51%     | 29,449표   |            |            | 1위  | 샌안토니오 시장 당선   |